# 161 (numero)
Centosessantuno (161)  è il numero naturale dopo il 160 e prima del 162.

## Proprietà matematiche
- È un numero dispari.
- È un numero composto e ha i seguenti quattro divisori: 1, 7, 23, 161. Poiché la somma dei divisori (escluso il numero stesso) è 31 < 161 è un numero difettivo.
- È un numero semiprimo.
- È un numero nontotiente.
- È un numero palindromo nel sistema numerico decimale.
- È un numero di Cullen.
- È un numero congruente.
- È parte delle terne pitagoriche (161, 240, 289), (161, 552, 575), (161, 1848, 1855), (161, 12960, 12961).

## Astronomia
- 161P/Hartley-IRAS è una cometa periodica del sistema solare.
- 161 Athor è un asteroide della fascia principale del sistema solare.

## Astronautica
- Cosmos 161 è un satellite artificiale russo.